# Obszar dorzecza

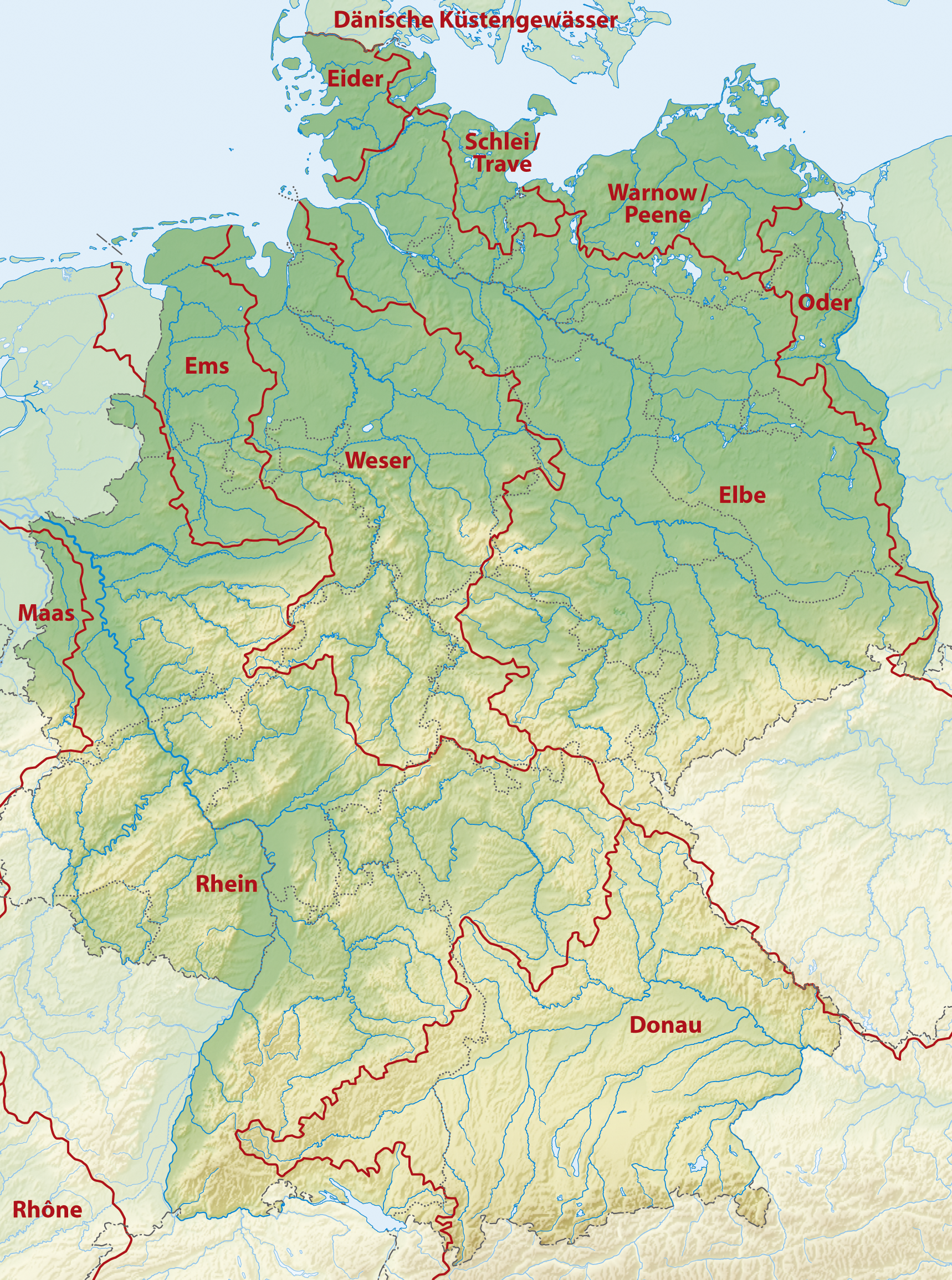
Obszary dorzeczy na terenie Niemiec

Obszar dorzecza – obszar lądu i morza składający się z jednego lub wielu sąsiadujących ze sobą dorzeczy wraz ze związanymi z nimi wodami podziemnymi, morskimi wodami wewnętrznymi, wodami przejściowymi i wodami przybrzeżnymi, będący główną jednostką przestrzenną gospodarowania wodami w krajach, które przyjęły ramową dyrektywę wodną (RDW). Sytuacja, w której wiele dorzeczy tworzy wspólny obszar dorzecza jest typowa dla obszarów nadmorskich, gdzie w ten sposób łączy się niewielkie dorzecza strumieni i rzek wpadających do morza
Większość obszaru Unii Europejskiej i krajów pozaunijnych, które przyjęły RDW, pokrywają dorzecza transgraniczne (z nich największe jest dorzecze Dunaju), więc przyporządkowana jest do obszarów międzynarodowych obszarów dorzeczy. 
W pierwszym cyklu planistycznym (2009–2015) w Polsce wyróżniano 10 obszarów dorzeczy: Odry, Wisły, Dniestru, Dunaju, Jarft (Ławty), Łaby, Niemna, Pregoły, Świeżej i Ücker. Wszystkie mają charakter międzynarodowy, gdyż dorzecza mniejszych rzek Przymorza od dorzecza Słupi na wschód są włączone do obszaru dorzecza Wisły, podczas gdy pozostałe do obszaru dorzecza Odry. Od 2018 dotychczasowy obszar dorzecza Ücker również włączono do obszaru dorzecza Odry, a obszar dorzecza Jarft zastąpiono obszarem dorzecza Banówki. 